# 프란체스코 카르넬루티
프란체스코 카르넬루티(Francesco Carnelutti, 1936년 4월 8일 ~ 2015년 11월 26일)는 이탈리아의 배우이다.
로마에서 태어났으며 로마에서 사망하였다.

## 영화
- 스프링 (2014년)
- 이마고 모르티스 (2009년)
- 실크 (2007년)
- 필요한 사랑 (1991년)
- 건축가의 배 (1987년)
- 모로 사건 (1986년)
- 바실레우스 쿼터 (1983년)